# Lissonota nigridens
Lissonota nigridens är en stekelart som beskrevs av Thomson 1889. Lissonota nigridens ingår i släktet Lissonota och familjen brokparasitsteklar. Arten är reproducerande i Sverige. Inga underarter finns listade i Catalogue of Life.